# 馬滕巴赫河 (奧伊拉赫河支流)
47°29′41″N 8°44′05″E / 47.49477°N 8.73466°E

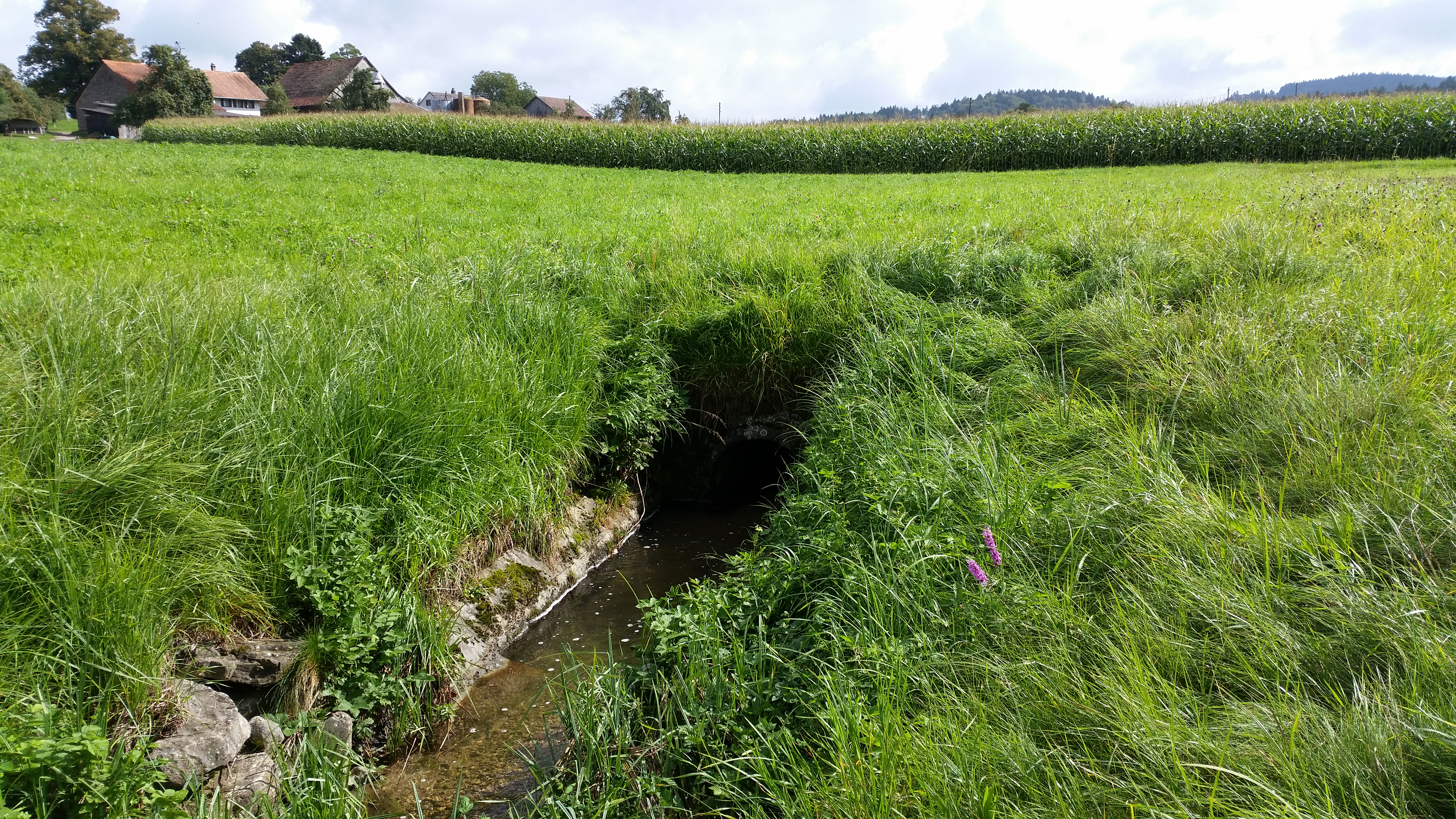

馬滕巴赫河是瑞士的河流，位於該國北部，流經蘇黎世州，屬於奧伊拉赫河的左支流，河道全長9公里，流域面積12.6平方公里，河畔城鎮有溫特圖爾。